# Carolyn Hamilton
Carolyn Hamilton es una antropóloga sudafricana  e historiadora; especialista en la historia y usos de archivos. Es catedrática de la Fundación de Búsqueda Nacional de Sudáfrica en archivo y cultura pública en la Universidad de Ciudad del Cabo.

## Carrera
Fue profesora de antropología en la Universidad del Witwatersrand. Fue una miembro del Consejo del Archivo de Historia sudafricano y el Consejo inaugural de Robben Isla. Y miembro fundador del Archivo Gay y Lesbiano. Fue escritora de discursos para Nelson Mandela y unida al Consejo de la Fundación Nelson Mandela de trustees en 2015. Actualmente, Hamilton es catedrática de la Fundación de Estudios Nacionales de Sudáfrica en archivo y cultura pública en la Universidad de Ciudad del Cabo.

## Investigaciones
Los intereses de sus búsquedas yacen en el uso de los archivos; siguiendo trabajos de la licenciatura en los 1980s que la alertó a las cuestiones relativas a la fiabilidad, integridad y objetividad de las fuentes de archivo en Sudáfrica. Defendió su tesis Authoring Shaka: models, metaphors and historiography.

## Obra
Su libro de 1998, Terrific majesty: Los poderes de Shaka Zulu y los límites de invención, trató la historiografía de un episodio particular en la historia sudafricana. Fue editora , con Bernard K. Mbenga Y Robert Rossof, del primer volumen de la Historia de Cambridge de Sudáfrica (2009).

## Algunas publicaciones
- En las pistas del Swazi pasado : una visita histórica del Ngwane y Ndwandwe los reinos / compilaron por Michael Westcott para la Suazilandia Proyecto de Historia Oral. Macmillan Boleswa, Manzini, 1992 (ed.) ISBN 0333479084

- El Mfecane consecuencias: Reconstructive debates en historia sudafricana. Universidad del Witwatersrand, 1995 (ed.) ISBN 9781868142521

- Majestad fabulosa: Los poderes de Shaka Zulu y los límites de invención. Harvard Prensa Universitaria, Cambridge, Mass. 1998. ISBN 978-0674874459

- Refiguring El archivo. Salmer, Dordrecht, 2002. (editor de junta) ISBN 9789401039260

- El Cambridge Historia de Volumen de Sudáfrica 1: De tiempo temprano a 1885. Cambridge Prensa universitaria, Cambridge, 2009 (ed. con Bernard K. Mbenga y Robert Rossof) ISBN 978-0521517942